# 维克托·巴巴里科
维克托·德米特里耶维奇·巴巴里科（1963年11月9日—）白俄罗斯银行家、慈善家、政治反对派人物，曾试图参选2020年白俄罗斯总统选举，后被白俄罗斯当局以“非法活动”为罪名逮捕，成为政治犯。10月10日，白俄罗斯总统亚历山大·卢卡申科在狱中与巴巴里科会面。